# Singapore (fiskefartyg)
Singapore är ett svenskt k-märkt fiskefartyg.
SIngapore byggdes 1961 på Farsunds Träskibsbyggeri i Farsund i Norge.